# 加速变革
在未来研究和技术史研究中，“加速变革”是指近期历史中观察到的技术变革速度呈指数级增长的现象，这表明在未来某个时候，社会和文化变革的速度也许赶不上不断加快和不断深化的技术变革速度。

## 早期观察
1910 年，丹尼尔-伯纳姆在伦敦城市规划会议上指出：“进步的基础，不仅仅只是事实或知识在数量上的堆砌，而是这些知识所呈现出的指数级的复杂度，和知识所涉足的领域的几何级数性的扩展，随着时间的推移，越来越多的人会参与到知识的创造过程中。”在他发言的最后，他再次强调："正如我一开始所提出来的观点，接下来的50年，会发生巨大的变化，发展的步伐会大大加快。等到我们的儿辈孙辈那个时候，他们对社会对变化的渴求，对技术的可能性的憧憬和要求，一定会令今天在座的我们震惊。”
1938 年，巴克敏斯特-富勒提出了 “短暂化”（ephemeralization）这一概念，用来描述化学、医疗保健和其他工业发展领域 "少花钱多办事 "的趋势。1946 年，富勒发表了一张化学元素的时间表，该图表展现了人类获取知识的加速发展的趋势。

1958 年，斯坦尼斯拉夫-乌拉姆（Stanislaw Ulam）在追忆与约翰-冯-诺依曼（John von Neumann）的文章中，写道一次谈话时的内容：
一次谈话的中心内容是技术的不断加速发展和人类生活方式的改变，这似乎正在接近人类历史上的某个基本奇点，在这个奇点之后，我们所知的人类事务将无法继续。

## 莫拉维克的《心灵之子》
计算机科学家和未来学家汉斯-莫拉维克在 1974 年至 1979 年发表的一系列文章，都对摩尔定律进行了推广延伸，并且对人工生命的未来发展趋势也做出了相应的估计和判断。其中最著名的是，莫拉维克在1988 年所出版的名叫《心灵之子》的书。严格来说，摩尔定律是特指半导体集成电路的复杂程度随着时间的推移，呈现出指数增长的规律。而莫拉维克在《心灵之子》中，则把摩尔定律的使用范围推广到半导体集成电路之外的技术领域，包括集成电路出现之前的一些技术，以及未来可能出现的新的技术形式。莫拉维克对此绘制了一个时间技术演化表，从表中反映出的规律来看，机器人将从 2030-2040 年左右开始进化成一系列新的人造物种。值得一提的是，莫拉维克在 1998 年出版的名叫《机器人：从单纯的机器到超越的心灵》的图书，则进一步分析了机器智能的演化的含义，发现了动物大脑的算力在演化时间轴上的增长速度与摩尔定律相似。据此，他认为这些趋势预示着与Vinge预测的智能爆炸相似的超级智能-心灵之火”即将到来。

## 詹姆斯·伯克的《联系》
詹姆斯-伯克（James Burke）在其电视系列片《联系》（1978 年）以及续集《联系》2（1994 年）和《联系》3（1997 年）中探讨了非线性的，无目的“另类变革观”(该剧的副标题) 的历史观。伯克认为，在现代，任何特定部分的发展，都不能孤立对待，而应当把现代世界当作是一个由相互交织的事件网络组成的整体。这个事件网络，由一个个相对孤立的事件组成，每个事件是当事人或者团体为了实现他们各自的目的（比如，利益驱使，好奇心驱使，宗教原因）而付出的行动。个体或者团体，在决策或行动时，是完全不考虑他这些行为在更大的范围内会造成什么影响。而恰恰是这些孤立的事件，在现实中铺展开来时，其影响波及到其它事件，而改变了历史，创造了新的可能。这也正是伯克在连续剧《联系》及其续集中所探讨的核心问题。
伯克还探讨了伴随非线性历史观这个主要论点而来的三个推论。首先，如果历史是由一个个个体所驱动，而这些个体都是依据当时所知的不全面的信息而行动，而不是为了实现某个目的。那么，我们只能猜测而不能预测未来技术进步的进程。因此，通过了解伯克在剧中展现的去过事件之间风云交织的关系，可以推断今天发生的这些事情可能会在将来带来多么让人不可思议的后果。
而第二个和第三个推论，分别在导言部分和结尾部分重点讨论，主要展现的是伴随这样一个高度互联的历史而来的各种弊端。如果历史的演进确实表明，过去的事件和创新之间的是一个协同关系。那么，随着历史的演进，这些事件和创新的数量也会随之增加。因此，不断增加的事件之间的关联也会增加。这不仅会带来源源不断的创新，而且会导致创新的速度加快。伯克在这里提出了一个问题：如果创新的速度太快，创新给人们的生活带来太大的变化，以至于让绝大多数的普通人无力应对。到那时候，我们又该如何理解个人权力、自由和隐私呢？

## 杰拉尔德·霍金斯的《认知阶梯》
杰拉尔德-霍金斯在他的著作《通往宇宙奥秘的认知脚步》（Mindsteps to the Cosmos）中阐明了他的“认知阶梯”的概念，即范式或世界观发生的戏剧性且不可逆转的变化。他认为人类历史上曾经历了五次“认知阶梯”式跨越，每一次认知跨越都伴随着技术的进步：图像操控能力、文字书写、数学、印刷术、望远镜、火箭、无线电、电视、计算机... ... “每一次进步都让人类整个群体的认知更接近客观存在的现实，帮助人们更好地理解人与宇宙之间的关系。”他指出: “这样的认知阶梯式的跨越所需要的时间越来越短，人们很难注意不到它正在加快。”霍金斯发明了一个经验性的方程来量化“认知阶梯”之间的时间间隔。由这个方程可以推算出人类跨越下一个认知阶梯，也就是人类历史上的第五个认知阶梯，将会发生在2021年。紧随其后的认知第六次和第七次将会发生在2045年和2051年。到2053年，人类集体的认知的能力达到极限。他的推测超越了技术范畴：
这些 "认知阶梯"似乎都有某些共同点--不断发展的人类新视角、记忆体和通信领域的相关发明，以及在下一个 "认知阶梯 "出现之前的漫长等待期。可以说，没有一个思想步骤是真正被预料到的，大多数思想步骤在早期阶段都遭到了抵制。展望未来，我们可能同样会措手不及。我们可能不得不面对目前难以想象的事物，面对令人匪夷所思的发现和概念。

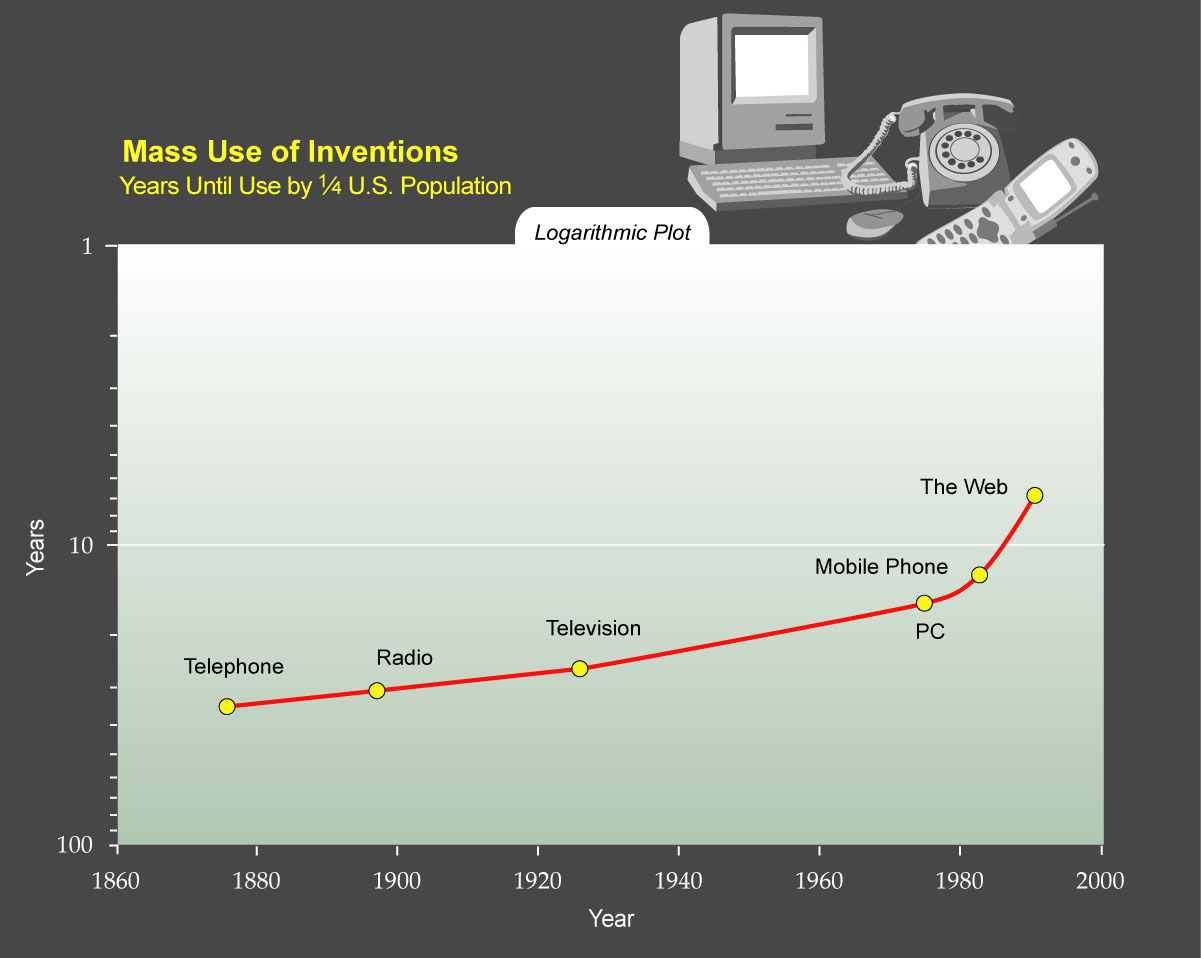
发明的大规模使用： 美国四分之一人口使用发明的年份

## 文奇的《指数级加速变化》
数学家弗诺-文奇在科幻小说《实时放逐》（1986 年）中讲述了他关于指数加速技术变革的观点，小说的背景是一个进步迅速加快的世界，在越来越短的时间间隔内出现了越来越多的尖端技术，这些技术以指数级的速度突飞猛涨，直到达到人类无法理解的地步。随后，他在斩获雨果奖的小说《深渊上的火》(1992)中，通过丰富的想象，揭开了一个超级智能文明访问正值科技暴涨，无所不能的人类文明。他在 1993 年发表的关于 "技术奇点"（technological singularity）的论文中对基本观点进行了紧凑的总结。

## 库兹韦尔的 “加速回报定律”
1999年，雷.库兹韦尔（Ray Kurzweil）出版了《精神机器的时代》。该书提出了 "加速回报定律"（The Law of Accelerating Returns），该定律描述了各种具有进化能力的系统(包括但不限于技术增长)，其发展的速度呈现出指数增长的规律。库兹韦尔认为，每当一项技术接近某种障碍时，就会有新的技术被发明出来，让我们跨越障碍。他列举了许多过去的例子来证明他的论断。他预测，这种范式转变已经并将继续变得越来越普遍，从而导致 "技术变革如此迅速而深刻，代表着人类历史结构的断裂"。他认为，"加速回报定律 "意味着技术奇点将在 21 世纪结束前，即 2045 年左右出现。文章开头写道：
“对技术发展史的分析表明，技术变革是指数式的，与常识性的 "直观线性 "观点相反。因此，我们在 21 世纪不会经历 100 年的进步，而更像是 20,000 年的进步（以今天的速度）。芯片速度和成本效益等'回报'也会呈指数增长。指数级增长的速度甚至是指数级增长。在几十年内，机器智能将超越人类智能，导致奇点--技术变革如此迅速而深刻，代表着人类历史结构的断裂。其影响包括生物和非生物智能的融合、基于软件的不朽人类，以及以光速在宇宙中向外扩展的超高智能水平。”
库兹韦尔的加速回报定律流行较广，在许多方面改变了公众对摩尔定律的看法。人们普遍错误认为摩尔定律是关于各自形式的技术进展的预测规律，而实际上它只涉及半导体集成电路的发展规律。许多未来学家仍然使用 "摩尔定律 "一词来描述莫拉维克、库兹韦尔等人提出的观点。
根据库兹韦尔的观点，自进化开始以来，更复杂的生命形式一直在以指数级的速度进化，出现全新生命形式的间隔时间越来越短，以人类为例，我们有改造环境的能力，能够有目的性地高效设计。这个新出现的生命特征，取代了相对盲目的通过进化机制来进行效率筛选。推而广之，人类技术进步的速度也在指数级增长，随着人们发明的高效的工具的增多，我们也发现了如何更有效地学习的工具，即语言、数字、书面语言、哲学、科学方法、观察工具、计数器、机械计算器、计算机等等，这些记录信息的工具的出现时间，越往后越短。在过去的60年里，工业化国家的生活已经发生了翻天覆地的变化，20世纪上半叶生活只存在记忆中了。在21世纪，技术进步会继续加速发展，直到达到巅峰的奇点。这些观点，库兹韦尔在《精神机器的时代》和《奇点临近》两本书中有详细阐述。

## 加速变革的局限性

超级计算机功率的指数级增长

如果我们用科学的方法去分析自然科学中存在的一个过程，我们不难发现，那些最初阶段表现出指数增长这一特性的过程，最后都会进入饱和的状态。也就是说，如果我们观察到一个事物在一段时间以指数级的速度增长，这并不意味着这一过程会无休止地继续下去。相反，在许多情况下，这意味着提前达到饱和。从我们在自然科学中发现的规律来看，事物在一段时间的加速增长后（在物理过程中，这个阶段往往都是短暂的），将会减缓甚至完全停滞？尽管在可预见的将来，科学和技术的加速进步可能会减缓，终结，但人类不会停止追求进步的脚步，因此社会社会变革也会持续以目前所达到的速度继续向前。

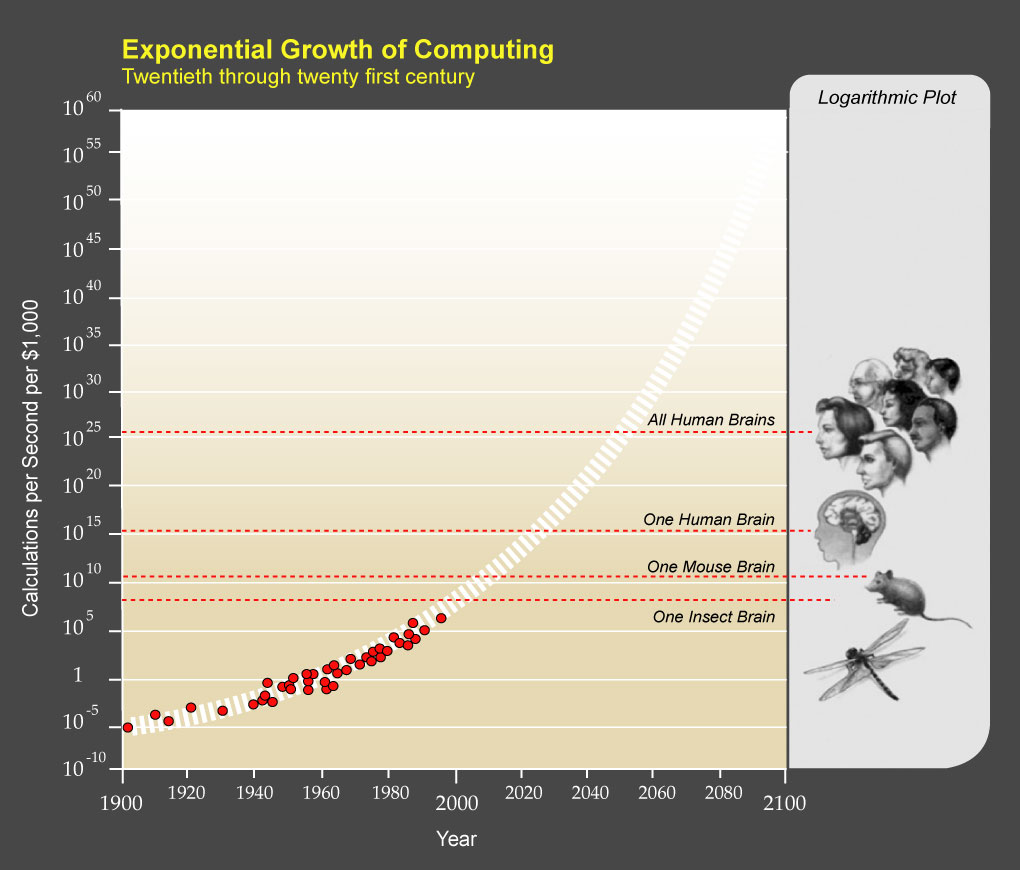
计算机能力呈指数增长

加速变化可能并不局限于 "人类世"（Anthropocene Epoch），也许这是宇宙普遍的、可预见的发展特征。产生加速变化的物理过程，如摩尔定律，实际上是一个正反馈体系，会引起指数级或超指数级的技术变革。这些动力机制导致了空间、时间、能量和物质的配置越来越高效和密集（STEM 效率和密度，或 STEM "压缩"）。在物理极限上，这种加速变化的发展过程会导致黑洞密度组织，这也是对宇宙中计算的最终物理极限的研究得出的结论。
如果，我们将这一推想运用到寻找地外文明的搜索中，我们就会得到高级智能生命是以黑洞的形式存在的想法。这样的高级生命形态可能不会过多地关注星外空间和星际扩张，而会更加关注黑洞的内部空间。因此，它们将在某种程度上，超越我们所理解的现实，而隐匿于我们的观察范围之外。这个理论，被称为 "超越假说"，很好的解决了费米悖论。另一种解决方案'就是假设我们观测到的黑洞实际上可以被解释为以恒星为食的智慧超级文明，或称 "恒星食蚁兽"。这种进化和发展的动态是研究宇宙本身进化和发展的邀请。如果宇宙是一种超级有机体，那么它可能会自然或人为地趋向于繁衍，而智慧生命会在其中发挥作用。

## 其他的预测模型
在过去，技术的进步带来了巨大的经济腾飞。如果用人口增长这个指标来衡量经济水平的话，旧石器时代到新石器时代，经济每25万年翻一番。新的农业技术的出现，让经济显著增长，每900年就翻一番。在当代，从工业革命开始，世界经济总值每15年就翻一番，比农业文明时代快60倍。罗宾 · 汉森(Robin Hanson)认为，如果超级智能的增长引发一场类似的革命的话，那么经济总量可能每季度甚至每周就能翻一番。
未来学家和发明家巴克敏斯特·富勒 Richard Buckminster Fuller在1981年发表的《关键路径 Critical Path》书中，提出了一个通过信息增量来估算技术发展速度的模型。
如果我们把人类在公元元年前积累和流通的的所有知识当作等于一个信息单位，那么大约1500年，也就是直到16世纪，这个知识量才增长了一倍。到1750年，也就是时隔250年后，知识从两个信息单位翻倍到了四个单位。而那之后的150年，知识再度翻倍，达到8个单位。可以看到，信息翻倍的速度越来越快。
因此，在现代，指数式知识进步的变化速度越来越快。根据进展情况，这往往会在某一时刻导致爆炸性增长。表示这种加速变化现象的简单指数曲线可以用翻倍函数来模拟。这种知识翻倍的快速增长导致了技术奇点的基本假设：技术进步的速度超过了人类的生物进化速度。

## 加速变化理论的批评
西奥多-莫迪斯（Theodore Modis）和乔纳森-休伯纳（Jonathan Huebner）从不同的角度认为，技术创新的速度不仅不再上升，而且实际上正在下降。

## 外部連結
- Accelerating Change, TechCast Article Series, Al Leedahl.
- Kurzweil's official site
- The Law of Accelerating Returns by Ray Kurzweil
- Is History Converging? Again? （页面存档备份，存于） by Juergen Schmidhuber: singularity predictions as a side-effect of memory compression?
- Secular Cycles and Millennial Trends （页面存档备份，存于）
- The Royal Mail Coach: Metaphor for a Changing World （页面存档备份，存于）